# Showtime (album Joany Zimmer)
Showtime, to czwarty album w karierze (ale 3 studyjny) niemieckiej wokalistki Joany Zimmer. Na albumie znajdują się covery piosenek z lat 70. i 80. różnych wykonawców.

## Lista utworów
1. Orchestral Intro & Everytime I Think Of You
2. I Just Can’t Stop Loving You
3. Sign Your Name
4. Everybody’s Got To Learn Sometime
5. Joana Zimmer feat. Xavier Naidoo – 50 Ways To Leave Your Lover
6. Joana Zimmer feat. Boyz II Men – Ain’t Nothing Like The Real Thing
7. Joana Zimmer feat. Stefan Gwildis – Just The Two Of Us
8. Kissing A Fool
9. Dance With My Father
10. This Girl’s In Love With You
11. The Logical Song
12. Home
13. Orchestral Outro
14. He’s Got A Way